# Édouard-Marie Weber
Eduard Nicolas (Édouard-Marie) Weber (Kayl, 17 december 1914 – Luxemburg-Stad, 14 januari 2009) was een Luxemburgs kunstschilder.

## Leven en werk
Édouard-Marie Weber was een zoon van Peter Weber en Susanna Thil. Hij studeerde aan de Kunsthandwerkschule in Trier, de Kunstacademie van München, de École nationale supérieure des beaux-arts en Académie Julian in Parijs. Hij sloot zijn studie af aan het Institut polytechnique in Brussel, waar hij het diploma voor binnenhuisarchitect haalde.
Weber schilderde landschappen en portretten. Hij sloot zich aan bij de kunstenaarsvereniging Cercle Artistique de Luxembourg, waar hij vanaf 1946 deelnam aan de jaarlijkse salons. Naar aanleiding van een soloexpositie in galerie La Cadre (1968), merkte kunstcritics Jos. Walentiny op dat Webers schilderijen uit de peride 1945 tot 1960 waren beïnvloed door meningsverschillen tussen Edouard de tekenaar en Maria de schilder, daarna schilderde hij degelijker door een verbeterde techniek en uitdrukkingsmiddelen. Weber won de Prix Grand-Duc Adolphe 1971 voor zijn werk, ex aequo met Roger Dornseiffer en Arthur Unger, de prijs werd uitgereikt door prinses Marie Astrid van Luxemburg. Op de Salon des Arts et Loisirs (1979) in Esch-sur-Alzette werd het schilderij La rue bekroond met de eerste prijs.

## Enkele werken
- 1973 Les creches au service de l'enfant, ontwerp postzegel gewijd aan kinderdagverblijven.[7]
- 1973 portret van Winston Churchill. Het portret werd ter gelegenheid van de onthulling van een Churchill-monument door de Britse ambassadeur aangeboden aan lady Soames, Churchills jongste dochter.[8]
- altaarscherm in de kerk van Blaschette
- wandschilderingen in het parochiehuis in Lenningen.

## Onderscheidingen
- 1958 gouden medaille van de Groupement Européen Ardennes-Eifel
- 1971 Prix Grand-Duc Adolphe
- 1979 1e prijs op de vierde Salon des Arts et Loisirs, Esch-sur-Alzette

- Musée national d'archéologie, d'histoire et d'art: lkl004141